# (35023) 1981 EO14
(35023) 1981 EO14 es un asteroide perteneciente al cinturón de asteroides, descubierto el 1 de marzo de 1981 por Schelte John Bus desde el Observatorio de Siding Spring, Nueva Gales del Sur, Australia.

## Designación y nombre
Designado provisionalmente como 1981 EO14.

## Características orbitales
1981 EO14 está situado a una distancia media del Sol de 2,628 ua, pudiendo alejarse hasta 3,071 ua y acercarse hasta 2,184 ua. Su excentricidad es 0,168 y la inclinación orbital 14,24 grados. Emplea 1556,21 días en completar una órbita alrededor del Sol.

## Características físicas
La magnitud absoluta de 1981 EO14 es 14,7. Tiene 6,606 km de diámetro y su albedo se estima en 0,053. 